# 延胡索
延胡索（学名：Corydalis yanhusuo）是罌粟科紫堇属的多年生草本植物，又名元胡、玄胡、玄胡索、武胡索、滴金卵。从其植株内可以提取出多种生物碱，如紫堇碱（延胡索甲素）、小檗鹼、四氢小檗碱、元胡宁、延胡索因碱、南天竹宁、延胡索乙素、原鸦片碱（延胡索丙素）等。

## 特征
株高10－30厘米，茎直立，常分枝，基部以上具1鳞片，偶具2鳞片，茎生叶3－4枚，鳞片和下部茎生叶常具腋生块茎，下部茎生叶常具长柄，柄基部具鞘。二回三出或近三回三出羽状复葉，小叶3裂或深裂，裂片全缘，披针形，长2－2.5厘米，宽5－8毫米。球形块茎，直径1－2.5厘米，小者有0.5厘米，淡黄色。夏季开花，总状花序由5－15枚稀疏组成，花紫红，萼片小，早落，花期花柄长1厘米，果期延长为2厘米。外花瓣舒展，较宽，具齿，顶端微凹，具短尖；上花瓣长2－2.2厘米，小者为1.5厘米，瓣片与花距常向上弯曲；花距圆筒形，长1.1－1.3厘米；蜜腺体贯穿距长的一半，末端钝；下花瓣具短爪，瓣片向前渐宽展；内花瓣长8－9毫米，爪长於瓣片；柱头近圆形，具较长乳突8个；苞片披针形或长卵形，全缘，有时下部稍分裂，长约8毫米。秋季挂线形蒴果，长2－2.8厘米，具1列种子。

## 分布
分布於中国大陆的安徽、山東、浙江、江苏、湖北、河北、河南的唐河和信阳，多见於丘陵草地，模式产地为浙江杭州。

## 中医
延胡索的块茎为传统中药之一，在中药中将延胡索与东北延胡索（Corydalis ambigua）统称为延胡索。
延胡索含有多种生物碱，性辛、苦，温，主要用作活血、利气、镇痛、镇静、催眠之用。

## 延伸阅读
[在维基数据编辑]
 《欽定古今圖書集成·博物彙編·草木典·延胡索部》，出自陈梦雷《古今圖書集成》
 《植物名實圖考·延胡索》，出自吳其濬《植物名實圖考》